# Malcewo (obwód wołogodzki)
Malcewo (ros. Мальцево) – wieś w Rosji, w rejonie czerepowieckim obwodu wołogodzkiego. W 2010 r. liczyła 13 mieszkańców.